# Pterolophia bipostfasciculata
Pterolophia bipostfasciculata là một loài bọ cánh cứng trong họ Cerambycidae.